# Pluto som hönsvaktare
Pluto som hönsvaktare (även Pluto som hönsväktare) (engelska: Pests of the West) är en amerikansk animerad kortfilm med Pluto från 1950.

## Handling
Pluto håller vakt för ett hönshuset där en prärievarg tillsammans med sin son vill ta sig in. De blir snart upptäckta och blir jagade av Pluto som leder dem in i hans hundkoja. Det hade inte varit några problem för vargarna att ta sig ut från kojan om inte Pluto kommit tillbaka in i kojan för att sova och helst inte vill bli väckt.

## Om filmen
Prärievargen som förekommer i filmen fanns tidigare med i två tidigare Pluto-kortfilmer ; Pluto som vallhund från 1945 och Pluto vaktar får från 1949 och återkom även i Plutos hungriga vargar som kom ut 1950, samma år som denna film.
Filmen hade svensk premiär den 16 maj 1951 och visades på biografen Spegeln i Stockholm.

## Rollista
- Pinto Colvig – Pluto[7]